# Президентские выборы в Косове (2011)
Косвенные президентские выборы прошли в Косово от 22 февраля 2011 года.

## Требования
Как это предусмотрено в соглашении коалиции между Демократической партией Косово (ДПК) и Новым косовским альянсом (НКА), лидер НКА Бехджет Пацолли был избран президентом депутатами коалиции. Однако, не все члены ДПК поддержали его.

## Выборы
Потребовалось три тура голосования для избрания Пацолли; он получил 54, 58 и 62 голосов соответственно. Присутствовало только 67 депутатов, 53 оппозиционных депутата бойкотировали выборы.

## Отставка Паколли
Выборы были признаны неконституционными Конституционным Судом 28 марта 2011 года, голосование с 7 на 2, так как необходимый кворум не был достигнут в первых двух турах. Пацолли ушел в отставку 30 марта 2011 года. Якуп Красничи был вновь заменен в качестве исполняющего обязанности президента, спикер Ассамблеи.

## Повторное голосование
В повторном голосовании 7 апреля, ДПК, НКА, оппозиционная ДЛК договорились о компромиссной кандидатуры: начальник полиции Атифете Яхьяга. Она была избрана с 80 голосами из 100 присутствующих депутатов. Было также решено, что она будет служить только на временной основе до прямых президентских выборов, запланированных на 2012 год после проведения необходимых конституционных изменений, однако этого не последовало. Также было принято решение о проведении досрочных парламентских выборов в начале 2013 года, которые были проведены лишь в 2014 году.